# سيتامارهى
سيتامارهى رمزها «ST» (بالإنجليزية: Sitamarhi)‏ ، هو تقسيم إداري لدولة الهند تتبع ولاية بيهار (بالإنجليزية: Bihar)‏ ، مركزها هو مدينة سيتامارهى (بالإنجليزية: Sitamarhi)‏ عدد سكانها حسب تعداد سنة 2001 هو 3,419,622 ، مساحتها 2,199 كم² وكثافة السكان 1,491 لكل كم² .

## أعلام
- رافيندرا برابهات